# André Reymond

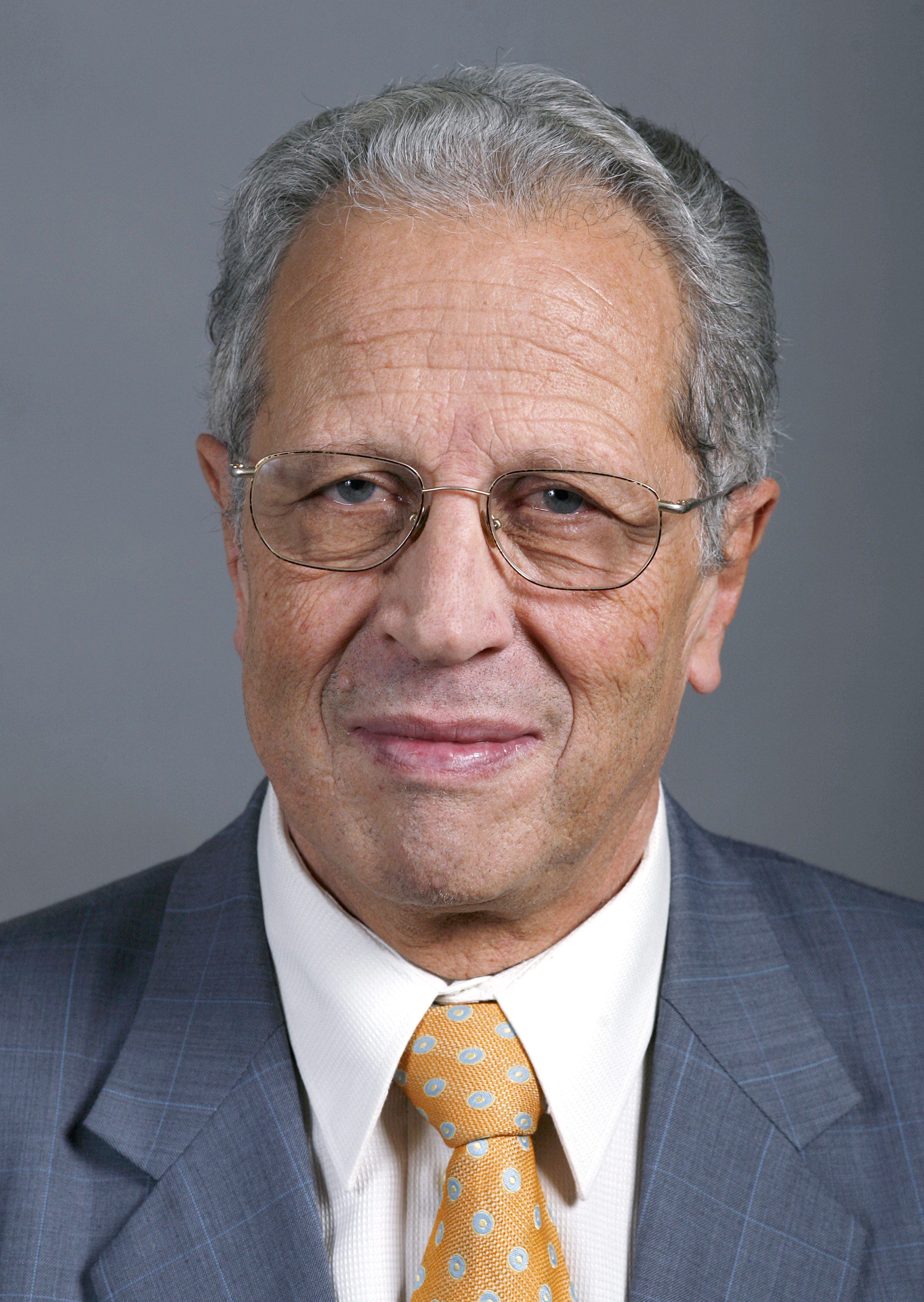
André Reymond

André Reymond (* 7. Januar 1940 in Bern, heimatberechtigt in Genf) ist ein Schweizer Politiker (SVP).

## Biografie
Von 2001 bis 2007 war Reymond im Grossen Rat des Kantons Genf. Zwischen 2005 und 2007 präsidierte er ausserdem die Kantonalpartei der SVP.
Bei den Schweizer Parlamentswahlen 2003 wurde er in den Nationalrat gewählt und schied im Dezember 2011 aus diesem Amt aus.
Der Vorsorgeberater ist verheiratet, hat zwei Kinder und wohnt in Veyrier.